# Toro Rosso STR11
O Toro Rosso STR11 é um monoposto de corrida construído pela equipe Scuderia Toro Rosso para a disputa da Temporada de Fórmula 1 de 2016, o carro será pilotado por Max Verstappen, Carlos Sainz Jr., e posteriormente por Daniil Kvyat. A data de lançamento do STR11 foi confirmada para 29 de fevereiro (um dia antes da segunda sessão de teste da pré-temporada), porém, deixou para mostrar a nova pintura do seu carro no dia 1 de março, antes da abertura dos trabalhos de pista da segunda sessão de pré-temporada em Barcelona.
A equipe teve algumas negocições para a venda a Renault que no final acabou comprando a Lotus F1 e a Toro Rosso se mantém no grid em 2016.
A equipe voltará a usar os motores Ferrari, usados entre 2007 a 2013, no lugar dos propulsores Renault. Foi feito um acordo entre o time de Faenza e a Ferrari para que a Toro Rosso utilizasse os motores de 2015 no campeonato de 2016.
Mesmo com o atraso na produção do carro devido a uma indefinição de qual motor a equipe iria usar, ja foi confirmado que o STR11 passou no teste de impacto da FIA e a equipe espera os testes de pré-temporada no Circuito da Catalunha em Montmeló na Espanha.
A equipe participou da primeira sessão de teste da pré-temporada com a apresentação oficial do seu novo modelo, o STR11, mas, sem a pintura oficial do carro da equipe de Faenza.
Teve a saída de duas patrocinadoras da equipe (Nova Chemicals e Cepsa).

## Pré-Temporada[9]
Sobre a mudança da unidade motriz Renault para a da Ferrari de 2015, a versão que Sebastian Vettel e Kimi Raikkonen utilizaram nas etapas finais, a STR redimensionou seus objetivos. O jovem e talentoso Carlos Sainz Júnior comentou sobre a nova unidade: “Tem mais potência, permite maior dirigibilidade (disponibiliza a potência progressivamente, não de forma abrupta) e não quebrou, o que foi fundamental para trabalharmos o chassi”.
Mas nem tudo corresponde aos planos arrojados da segunda escuderia do grupo RBR. O piloto que foi, aos 17 e 18 anos, sensação na F1 em 2015, Max Verstappen, alertou que as chances dos melhores resultados se limitarão à primeira metade do campeonato. “Depois nossos adversários terão motores com as evoluções que serão introduzidas enquanto o nosso será o mesmo até o fim do ano”.
A Ferrari está concentrada em melhorar a unidade motriz que hoje está no SF16-H de Vettel e Raikkonen, a versão de 2016, diferente da repassada a sua cliente, STR, versão de 2015. E esta não terá nenhum desenvolvimento ao longo do ano, daí a preocupação, procedente, de Max.
As unidades Renault da RBR e do próprio time da Renault, a Mercedes da Williams e Force India, e Honda, da McLaren, vão gerar mais cavalos até o fim do ano, pois é permitido pelo regulamento melhorá-las, até o limite de 32 tokens, ou áreas de intervenção. E ninguém usou todos os 32 tokens até agora.
A STR tem uma nova sede em Faenza, na Itália, ao lado da antiga, ainda operante com alguns setores da organização, e um grupo de engenheiros dentre os mais capazes. Receberam a unidade motriz da Ferrari no fim do ano passado e a não ser no primeiro dia dos treinos, o STR11 não apresentou maiores problemas, a ponto de completar 4.883,1 quilômetros com seus pilotos, atrás apenas da Mercedes, com 6.023,6 quilômetros.

## Desempenho
Pelo desempenho na pré-temporada, a STR parece ter feito um carro próximo do nível de sua matriz RBR em termos de chassi e aerodinâmica

## Estatística
| X              | Max Verstappen | Daniil Kvyat | Carlos Sainz Jr. |
| Pontos         | 13             | 4            | 46               |
| Vitórias       | 0              | 0            | 0                |
| Pole Positions | 0              | 0            | 0                |
| Volta Rápida   | 0              | 1            | 0                |
| Pódios         | 0              | 0            | 0                |
| Abandonos      | 1              | 5            | 4                |